# 沈雲沛
沈雲沛（1854年—1919年），字雨人，又字雨辰，江蘇省海州直隸州（今屬江蘇連雲港市海州區）人。清末民初政治人物。

## 經歷
光緒二十年（1894年）甲午恩科第二甲第八十六名進士出身。同年五月，改翰林院庶吉士。光緒二十四年四月，散館，授翰林院編修。光緒三十二年（1906年）：九月二十四日授農工商部右參議，十二月十九日改左參議，右侍郎。光緒三十三年（1907年）：農工商部左參議，正月二十七日升農工商部右丞，八月四日署右侍郎。光緒三十四年（1908年）：農工商部右丞，二月九日署郵傳部右侍郎，二月十三日幫辦資政院開辦事務。
宣統元年（1909年），任農工商部右丞，署郵傳部右侍郎，幫辦資政院事務，幫辦津浦鐵路大臣。宣統二年（1910年），改農工商部右丞，幫辦資政院事務，七月十四日署理郵傳部左侍郎，九月二十七日改以候選侍郎署郵傳部左侍郎。十二月六日署吏部右侍郎、暫署郵傳部尚書。宣統三年（1911年）：正月二十七日授吏部右侍郎，三月十二日病假，五月二十三日以病免職。閏六月二十日任奕劻內閣弼德院顧問大臣。
民國後任參政院參政。民國四年（1915年）9月1日參政院代行立法院開會，與周家彥、馬安良、楊纘緒等人請願改變國體。9月19日梁士詒等組織「全國請願聯合會」，沈雲沛被推選為會長，那彥圖、張鎮芳為副會長。9月24日請願團向參政院總請願，反對召集國民會議解決國體。

## 著作
- 《袁母劉太夫人墓表》[12]